# Estádio José Alvalade (1956)
O Estádio José Alvalade, inaugurado em 1956, foi o sexto principal campo de jogos do Sporting Clube de Portugal, servindo o clube durante quase metade da sua história.
Sendo um estádio multi-desportivo, foi utilizado não apenas em jogos de futebol como casa do Sporting Clube de Portugal, mas também em eventos de ciclismo, atletismo e outros, incluindo inúmeros concertos musicais, chegando a ter tido capacidade para 75 200 pessoas.

## Construção

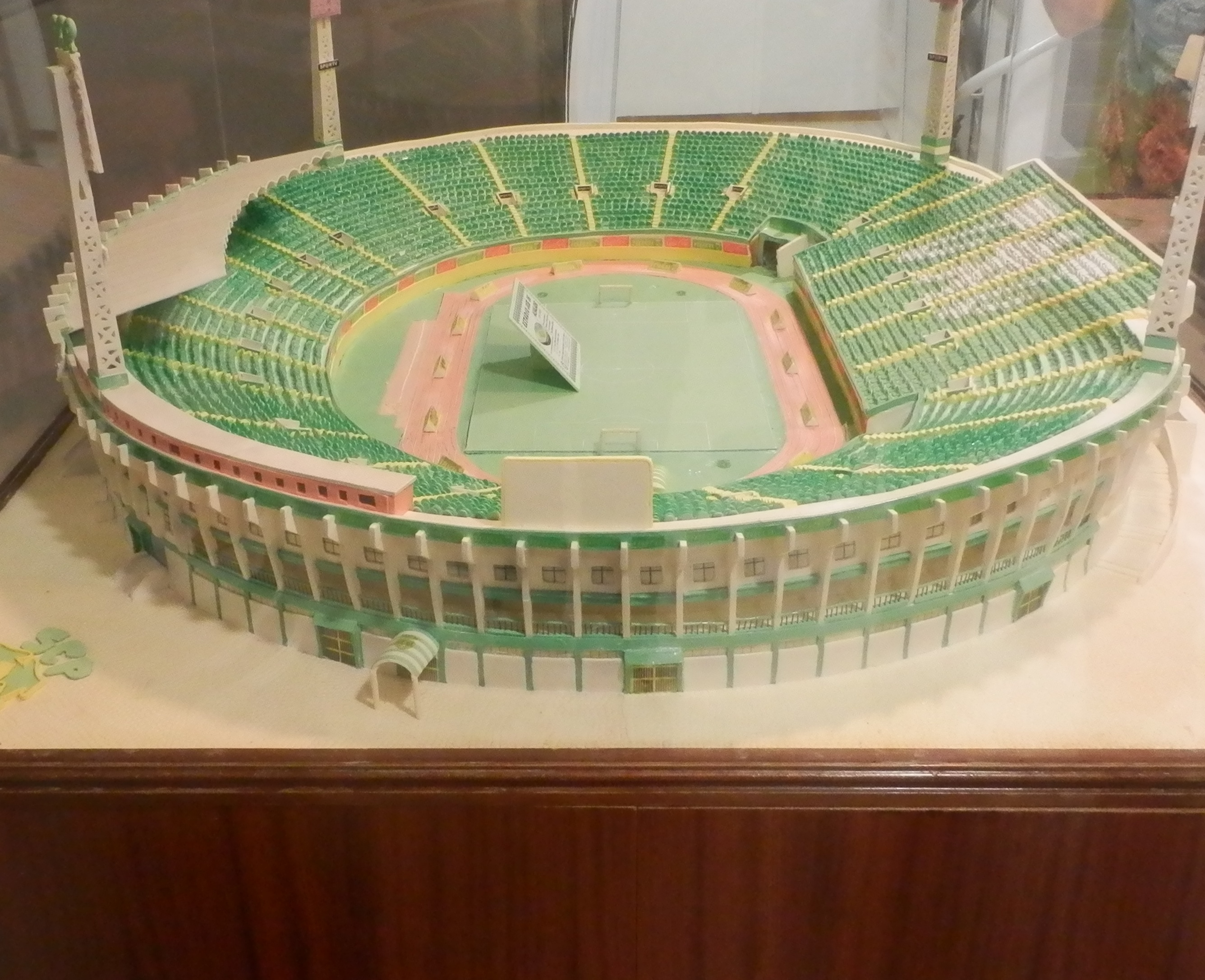
Maqueta modelo do Estádio.

O estádio foi edificado segundo projecto do arquitecto Anselmo Fernandez, posteriormente técnico da conquista da Taça das Taças. A necessidade de construção de um recinto de proporções monumentais surgiu de problemas de lotação registados nos anteriores estádios.
A caminho do cinquentenário, o clube iniciou a construção do novo estádio, com instalações de raiz e muito maior lotação.
A construção foi financiada em parte pelos sócios do clube, incluindo as comissões Central do estádio, do Cimento e das Festas, e do Concurso Publicitário. Através de rifas e donativos, obtiveram-se 7 716 539 escudos.
Datas importantes da construção:
18/12/1954: Aprovação do Projecto de Construção
27/3/1955: Início da Construção
10/6/1956: Inauguração do Estádio

## História

### Inauguração
A inauguração aconteceu a 10 de Junho de 1956, perante cerca de 60 780 pessoas e com uma lotação sobrelotada, com muitos adeptos a serem impedidos de entrar por razões de segurança. Contou com a presença de mais de 3 000 atletas que se perfilaram em campo formando a sigla SCP. Mais de 200 estandartes de instituições desportivas foram vistos a desfilar prestando homenagem ao Clube que oferecia estas novas condições ao desporto português. Um dos momentos mais emotivos da cerimónia, que foi presidida pelo Presidente da República Craveiro Lopes, foi a leitura por parte do jovem atleta Pedro de Almeida de uma mensagem oferecendo o Estádio à Nação Portuguesa.
De entre as várias instituições presentes destaca-se as do Belenenses, com mais de 300 atletas. O estandarte do Sporting desfilou poucos minutos depois de ter recebido a Ordem de Mérito Desportivo pelo Presidente da República, tendo sido transportada por Oliveira Duarte, Afonso Salcedo e Oliveira Martins, tendo José Travassos transportado a bandeira da Federação Portuguesa de Futebol. Este foi o maior desfile desportivo até então realizado em Portugal, abrilhantado mais ainda pelo facto de ao público ter sido pedida a presença com vestuário com as cores do clube, ao que a grande maioria aderiu. Até o presidente da mesa do Benfica, Ribeiro dos Reis disse: "Tenho muito prazer em prestar homenagem ao nosso rival de sempre, compreendendo perfeitamente a maré alta de entusiasmo que vive neste momento a sua massa associativa, ao ver de pé uma obra de tamanha envergadura"...
No jogo de futebol que se seguiu, o Sporting recebeu o Clube de Regatas Vasco da Gama, tendo sido derrotado por 2-3
Para além deste evento, a inauguração estendeu-se por mais dois festivais, tendo sido em 13 de Junho inaugurado o primeiro sistema de iluminação de um estádio em Portugal, e a 21 de Junho foi, também à noite, proporcionado um espectáculo relativo à pista de Atletismo.

### Bancada Nova
Em 1983 João Rocha cumpre uma velha ambição dos sportinguistas a construção da Bancada Nova. Com esta bancada o Estádio ficou dotado de novas instalações desportivas: a Nave de Alvalade e vários ginásios, onde se treinavam as modalidades de lutas e ginástica. A lotação do estádio passou então de cerca de 60 000 para cerca de 75 200 lugares. Isso viria a ser reduzido com a introdução de cadeiras nas bancadas.
Esta bancada fechou o Estádio, eliminando o anterior peão, tendo representado também o fim da mítica pista de ciclismo, em nome de um aumento da lotação. no entanto, esta obra permitiu que 7 500 ginastas utilizassem as novas instalações de elevada qualidade. Assim, o Sporting passou a possuir no estádio e imediações 40 ginásios, sete pavilhões, uma pista de gelo, dois campos de treinos relvados e uma pista de tartan. A pista de atletismo manteve-se, dado que a história da modalidade no clube assim o exigia.

### Nave
A Nave de Alvalade era o pavilhão existente no antigo Estádio José Alvalade. Este pavilhão tinha capacidade para cerca de 1500 pessoas e foi o palco das modalidades sportinguistas até 2004.

### Para além do desporto
O estádio José Alvalade foi palco de inúmeros eventos musicais que lhe valeram a alcunha de "Catedral do Rock", já que proporcionou uma percentagem significativa dos grandes concertos que existiram em Portugal no último século. Mais de um 1,2 milhão pessoas passaram por Alvalade em 15 anos de mega-concertos. Nos anos 80 do século passado, Portugal não tinha ainda uma referência cultural de mega-concertos ao ar livre. O Estádio José Alvalade marcou assim o início das grandes produções ao proporcionar um local fixo e com grandes condições para a prática destes eventos, ficando assim ligado simbolicamente aos grandes eventos de música em Portugal.
O início desta era aconteceu em 29 de Junho de 1989, com um concerto dos The Cure, integrado na digressão de promoção do álbum Disintegration. Além de concertos dos Depeche Mode, R.E.M., U2, David Bowie, Metallica, entre outros, e ainda a estreia em Portugal dos então desconhecidos Faith No More.
Actuaram em Alvalade, entre outros:
- Michael Jackson (na primeira e única apresentação em Portugal, em 26 de setembro de 1992, para um público de cerca de 82 mil pessoas)
- Roberto Carlos
- The Cure
- David Bowie
- Rolling Stones
- Tina Turner
- Paul Simon
- Santana
- Simple Minds
- Bryan Adams
- Dire Straits
- Guns N' Roses
- Faith No More
- Elton John
- Genesis
- GNR
- Bruce Springsteen
- U2
- Metallica
Pink Floyd
- The Cult
- Bon Jovi
- Van Halen
- Ugly Kid Joe
- Billy Idol

## Fim
Com a chegada do Euro 2004 os estádios em Portugal precisavam de ser mais modernos então o estádio de Alvalade não fugiu à regra e em 2003 foi demolido para dar lugar ao novo Estádio José Alvalade. Era o fim de um estádio mítico com quase 50 anos de funcionamento.